# Пауокти
Пауокти (на английски: Pawokti) е малко северноамериканско индианско племе, което първоначално живее западно от река Чоктохачи, близо до Мексиканския залив в западна Флорида. Почти нищо не е известно за това племе, освен че през 1706 – 1707 г. са прогонени от родината си от криките. Тясно свързани с таваса, заедно двете племена се преместват близо до Мобил при французите за по-голяма защита. Малко по – късно, когато е основан форт Тулуза, или около 1717 г. се местят на река Алабама, малко под днешния Монтгомъри, където се споменават през 1799 г. Не се знае по какви причини напущат французите и се присъединяват към крикската конфедерация. Впоследствие пауокти се сливат с племето алабама и изчезват от историята. Предполага се, че езика им е мускогски, близък с този на алабама.